# II. Károly angol király
II. Károly (angolul Charles II; 1630. május 29. – 1685. február 6.) Skócia királya 1649-től 1651-ig, valamint Anglia, Skócia és Írország királya az 1660-as Stuart-restaurációtól 1685-ös haláláig.
I. Károly és Bourbon Henrietta Mária legidősebb, a felnőttkort megért fia volt. Apját az angol polgárháború lezárásaként 1649. január 30-án kivégezték; ezt követően a skót parlament Skócia királyává nyilvánította, az Oliver Cromwell vezette angol köztársaság azonban ezt nem fogadta el. Károly az 1651-es worcesteri csatában vereséget szenvedett Cromwelltől és Franciaországba menekült; itt, valamint Hollandiában és Spanyol-Németalföldön töltötte a következő kilenc évet. Cromwell halálát követően Londonban politikai válság lépett fel és 1660-ban a parlament visszahívta Károlyt az angol trónra.
A javarészt királypárti "gavallér parlament" elfogadta a clarendoni törvényeket, hogy a vallási radikálisok ellenében megerősítse az anglikán egyház pozícióit. Károly aláírta a törvényeket, bár maga inkább a vallási toleranciára hajlott. Az angolok gyarmati és kereskedelmi terjeszkedésük miatt összeütközésbe kerültek a hasonló vallású hollandokkal, megvívták a második, majd a franciákkal szövetkezve a harmadik angol-holland háborút. Az utóbbi során Károly a XIV. Lajossal kötött titkos szerződésben kötelezte magát, hogy a katonai és pénzügyi segítségért cserébe a jövőben áttér a katolikus vallásra. Károly próbálta enyhíteni a katolikusokat és radikális protestánsokat sújtó megkülönböztető intézkedéseket, de a parlament ellenállása miatt nem járt sikerrel. 1679-ben hamis összeesküvés-elméletek miatt katolikusellenes hisztéria tört ki és a parlament ki akarta zárni az örökösödésből Károly katolikus öccsét, Jakabot. A válság során vált szét az angol politikát hosszú ideig meghatározó tory és whig párt. Miután 1683-ban a kizáráspárti whigek összeesküvést szőttek Károly és Jakab meggyilkolására, a király nyomást gyakorolt a bíróságokra, hogy végeztessék ki vagy száműzzék a whigek vezetőit. A kizárási válság során Károly négy alkalommal is feloszlatta a parlamentet, majd egészen haláláig parlament nélkül kormányzott.
Barátságos, közvetlen modora miatt Károly igen népszerű volt alattvalói körében. Képzett volt a természettudományok (és az alkímia) terén, saját laboratóriuma volt a palotájában.  Ő alapította meg a Royal Societyt. Felesége, Bragança Katalin minden terhessége során elvetélt, de Károlynak számos szeretőjétől tucatnyi törvénytelen gyereke született, akiknek hercegi és grófi címeket adományozott. 1685-ös halála után a trónon öccse, II. Jakab követte.

## Ifjúkora, száműzetése

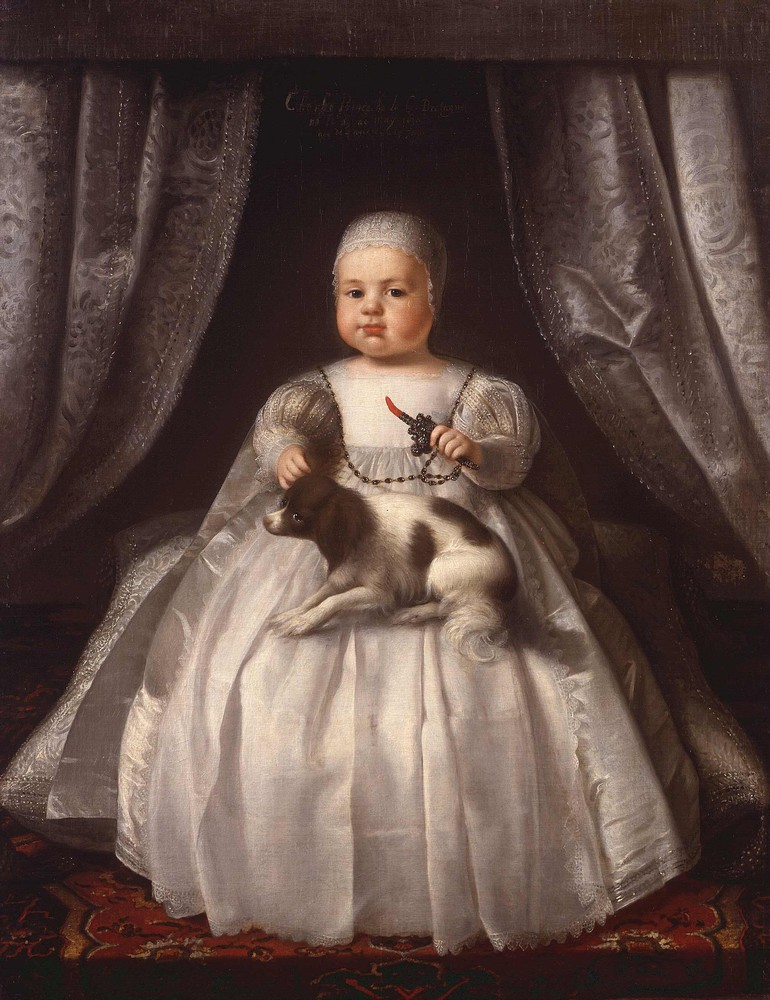
A csecsemő Károly (Justus van Egmont képe, 1630)

Károly 1630. május 29-én született a londoni St James's Palace-ban I. Károly angol és skót király, valamint felesége, a francia Henrietta Mária második fiaként (bátyja, Károly Jakab egy évvel korábban koraszülöttként jött a világra és egy napig sem élt). William Laud leendő canterburyi érsek keresztelte meg a whitehalli Királyi kápolnában június 27-én. Keresztszülei között volt anyai nagybátyja, a katolikus XIII. Lajos francia király és annak anyja, Medici Mária. Nevelését a protestáns Mary Sackville dorseti grófnő felügyelte. Károly születésekor automatikusan Cornwall és Rothesay hercegévé vált és megkapott néhány, ezekhez kapcsolódó egyéb címet is. Nyolcévesen apja kinevezte Wales hercegévé, bár formális beiktatására soha nem került sor.
Az I. Károly és a londoni parlament között régóta fennálló és egyre inkább elmérgesedő konfliktus 1642 augusztusában polgárháborúvá fajult. Októberben Károly herceg és öccse, Jakab maga is jelen volt az edgehilli csatában. A következő két évet a royalista párt főhadiszállásán, Oxfordban töltötték. 1645 januárjában Károly – majdani uralkodására felkészítendő – saját államtanácsot kapott és kinevezték a délnyugat-angliai királypárti csapatok formális parancsnokává. 1646 tavaszára a régió nagy részét elfoglalták a parlamenti erők, a hercegnek menekülnie kellett. A cornwalli Falmouthból előbb a Scilly-szigetekre, majd Jerseyre hajózott; végül pedig Franciaországba vonult önkéntes száműzetésbe, ahol csatlakozott anyjához unokatestvére, a 8 éves XIV. Lajos udvarában. 1646 májusában apja megadta magát a parlamentieknek.
Két évvel később I. Károlynak sikerült maga mellé állítania a skótokat és kitört a második polgárháború. A herceg ekkor Hágába költözött Mária húgához és sógorához, II. Vilmos orániai herceghez, akik Lajosnál jelentősebb segítséget nyújtottak az angol royalista pártnak. A parlamenti hajóhad egy része átállt a király oldalára, azonban a royalisták így is döntő vereséget szenvedtek Cromwelltől a prestoni csatában.

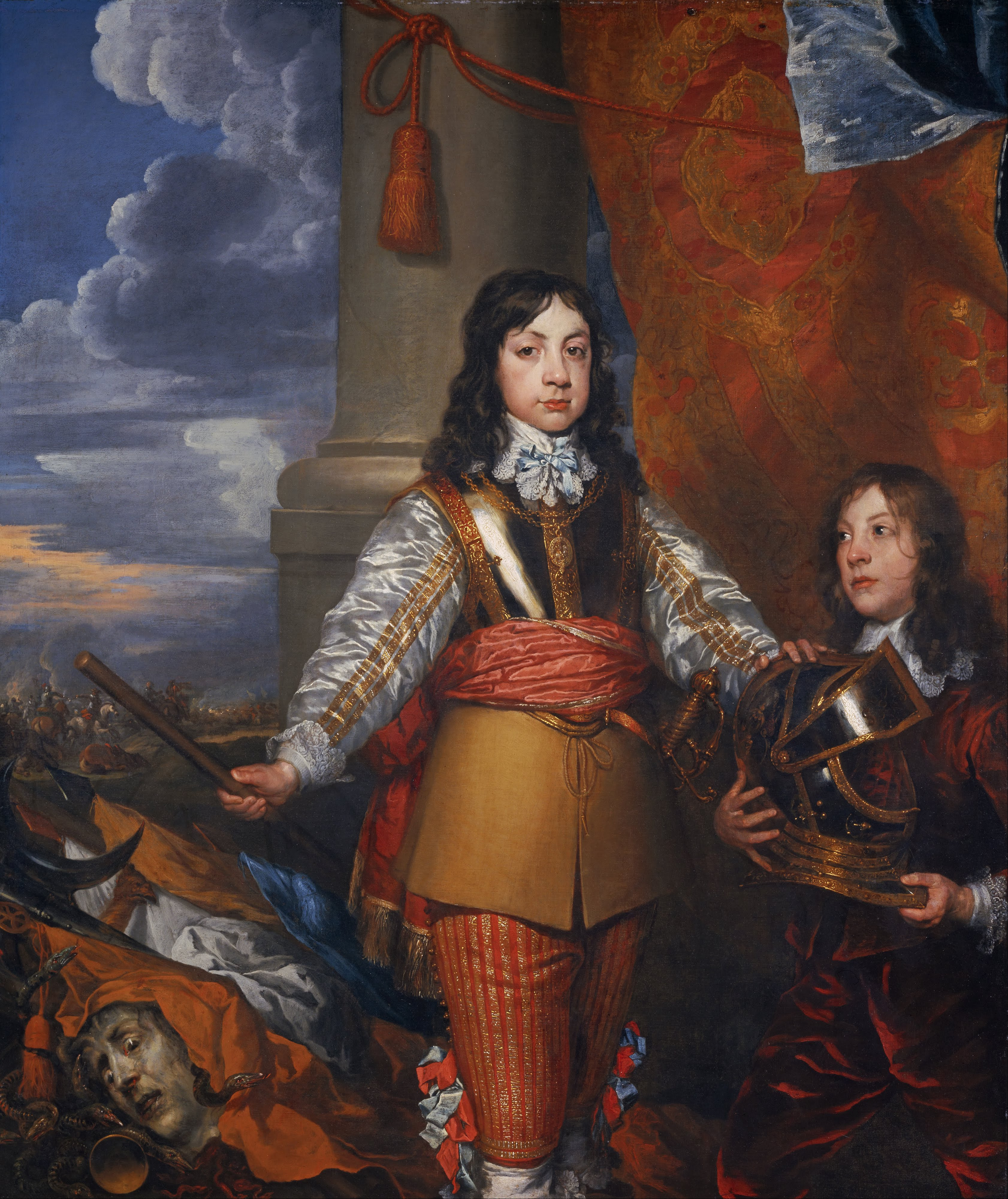
A 12 éves Károly egyik apródjával (William Dobson képe, 1642/43)

Károly Hágában rövid viszonyt folytatott Lucy Walterrel, aki később állította hogy titokban össze is házasodtak. Törvénytelen fiuk, James Crofts (később Monmouth és Buccleuch hercege) az első volt Károly házasságon kívül született gyerekeinek hosszú sorában. 1649 januárjában I. Károlyt (fia diplomáciai erőfeszítéseinek ellenére) lefejezték és Anglia köztársasággá vált. Február 5-én a skót parlament "Nagy-Britannia, Franciaország és Írország királyává" kiáltotta ki II. Károlyt; azonban csak akkor voltak hajlandóak beengedni őt Skóciába ha Angliában és Írországban is államvallássá teszi a skótoknál dívó presbiteriánus protestantizmust.
Mikor a skótokkal való tárgyalások patthelyzetbe jutottak, Károly utasította Lord Montrose-t, hogy egy kisebb sereggel szálljon partra az Orkney-szigeteken, azt remélve, hogy a katonai fenyegetéssel sikerül előnyösebb megegyezést kicsikarnia. Montrose a szigetekről átkelt Skóciába is, hogy fellázítsa a klánokat, de legyőzték, elfogták és felakasztották. Károly így kénytelen volt elfogadni a skótok feltételeit és a bredai szerződésben elkötelezte magát a presbiteriánus egyház támogatására egész Nagy-Britanniában. 1650. június 23-án megérkezett Skóciába, bár a skót egyház elveinek elfogadásával veszített angliai népszerűségéből. Uralkodói mivoltának megfelelő udvart szerveztek a számára (Perthben és a Falklandi palotában fennmaradtak udvartartásának számlái).

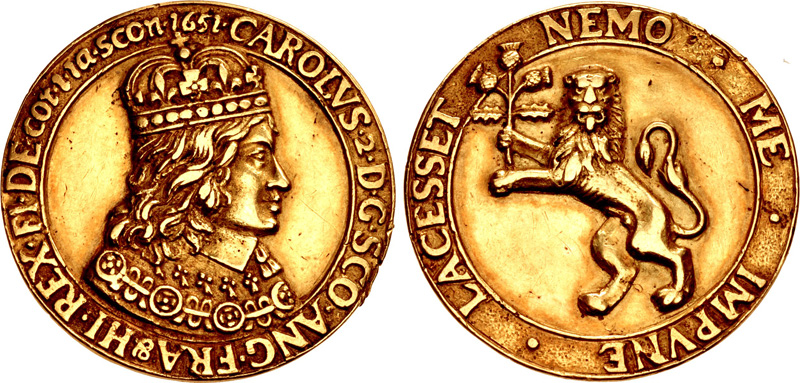
II. Károly koronázásának alkalmából vert aranymedál

Károly visszahívása miatt Anglia hadat üzent és 1650. szeptember 3-án a dunbari csatában a létszámhátrányban lévő Oliver Cromwell látványos győzelmet aratott. A skótok soraiban széthúzás uralkodott, a mérsékelt és radikális (Kirk Party) erők egymás torkának estek. A csalódott Károly a mérsékeltekhez akart szökni, de a radikálisok – szinte fogolyként – visszavitték magukhoz. Azonban még ilyen helyzetben is a skótok biztosították Károlynak az egyetlen lehetőséget apja trónjának visszaszerzésére. 1651. január 1-én a scone-i apátságban megkoronázták. Elhatározták, hogy megtámadják Cromwell hátországát és betörnek Angliába, azonban a hadjárat megszervezése nem volt megfelelő: a radikálisok vallási alapon elutasítottak számos tapasztalt katonát, de saját vezetőik között is volt aki elutasította a részvételt az akcióban (mint pl. Archibald Campbell, Argyll márkija). Az angol royalisták nem akartak egy skót sereghez csatlakozni, amely így végül 1651. szeptember 3-án a worcesteri csatában döntő vereséget szenvedett. Károlynak sikerült elmenekülnie és bár ezer fontos vérdíjat tűztek ki a fejére és minden segítőjét halálbüntetéssel fenyegették, hat héttel később, október 16-án átkelt Normandiába.

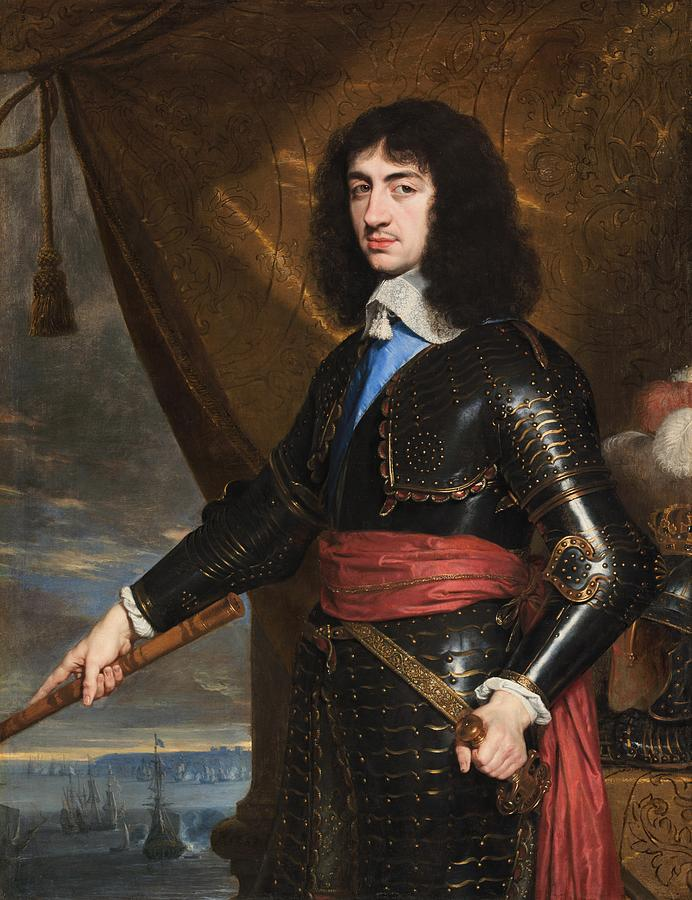
Károly a száműzetésben (Philippe de Champaigne képe, kb. 1653)

1653-ban a londoni parlament Lord Protectorrá nevezte ki Cromwellt, gyakorlatilag katonai diktatúrát vezetve be ezáltal. Károly a Párizs melletti Saint-Germain-en-Laye-ben húzta meg magát, ahol XIV. Lajostól kapott havi 600 livre-s apanázsból tartotta fenn magát. Újabb katonai akcióra azonban sem pénze, sem megfelelő támogatása nem volt. Ráadásul Párizs (és Hollandia) 1654-ben szövetséget kötött Cromwell-lel, így kénytelen volt átköltözni Spanyol-Németalföldre. 1656-ban Brüsszelben megállapodott a spanyolokkal, miszerint segít nekik a Franciaországgal szembeni háborújukban; cserébe azok támogatják majd a trónja visszaszerzését. Károly megmaradt híveiből és száműzöttekből összeállított egy kis, rosszul felszerelt, fegyelmezetlen csapatot: angliai visszatérését követően ez képezte hadseregének a magját. Az angol–skót royalista erőnek Károly öccse, Jakab volt a parancsnoka. Az 1658-ban vívott dűnék csatájában a spanyol oldalon küzdő royalisták összecsaptak a szemben álló angol republikánusokkal és mintegy kétezres létszámuk a felére csökkent. A vereség után Károly minden reménye elúszott arra, hogy egy katonai expedícióval megdönthesse Cromwell uralmát.

## A restauráció
Oliver Cromwell azonban még 1658-ban meghalt. Károly visszatérésének esélye így is csekélynek látszott; a Lord Protectori címet fia, Richard Cromwell örökölte. Neki azonban nem volt sem katonai, sem kormányzati tapasztalata vagy tekintélye; a következő évben lemondott és visszahívta a Csonka parlamentet. Az ezt követő zűrzavaros időszakban a teljes anarchiától tartó George Monck skóciai kormányzó bevonult Londonba és kényszerítette a Csonka parlamentet, hogy vegye vissza a Hosszú parlament azon tagjait, akiket még az 1648-as politikai tisztogatások során zártak ki. A parlament feloszlatta magát és – közel 20 év után először – új választásokat írtak ki; annak szabályait azonban úgy határozták meg, hogy megmaradjon a presbiteriánus többség.
A gyakorlatban viszont a royalista jelöltek és szavazók korlátozását előíró rendelkezésekkel nagyrészt nem törődtek és így olyan alsóház ült össze, ahol nagyjából egyenlően oszlottak meg a képviselők a royalista és parlamentariánus, vallásilag pedig a presbiteriánus és anglikán táborok között. Az ún. Konvenciós parlament 1660 áprilisában ült össze és röviddel később üdvözölték Károly bredai kiáltványát, melyben a király politikai toleranciát és megbocsátást hirdetett. Király kinyilvánította, hogy visszahívása esetén bevezeti a lelkiismereti szabadságot és az elnéző anglikán valláspolitikát. Korábbi ellenségeinek (kivéve az apja halálért felelős "királygyilkosoknak") megbocsát, nem száműzi őket és nem kobozza el vagyonukat. Mindenekelőtt azonban azt ígérte, hogy a parlamenttel együttműködve kíván uralkodni A londoni parlament ezt követően megszavazta Károly visszahívását; ennek híre 1660. május 8-án ért el a Bredában tartózkodó Károlyhoz. Írországban már korábban összehívták a nemzetgyűlést, amely szintén megszavazta a királyság visszaállítását és május 14-én uralkodóvá kiáltották ki Károlyt.

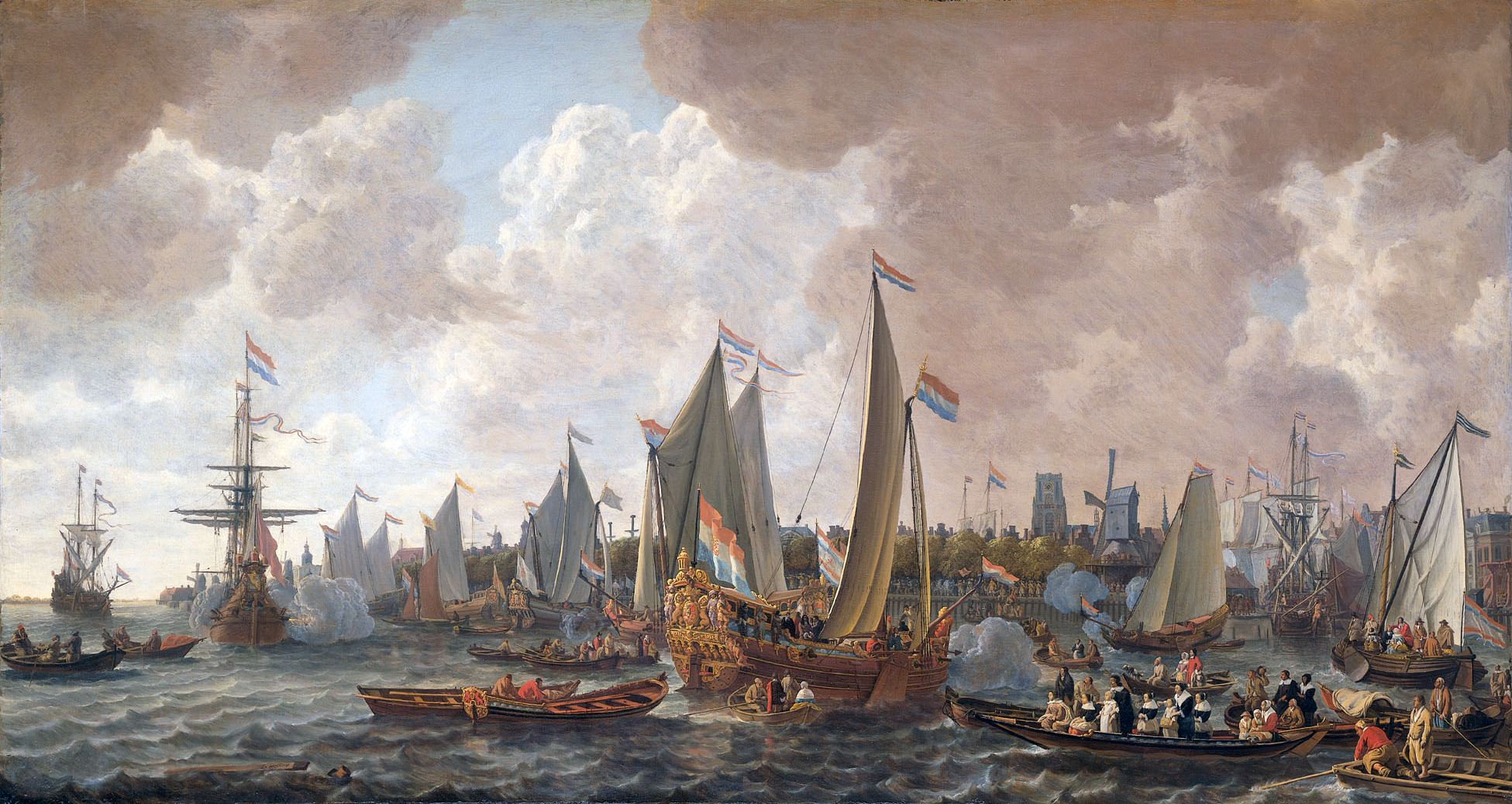
II. Károly érkezése Rotterdamba 1660. május 24-én, hogy utána hazainduljon Angliába (Lieve Verschuier képe, 1660/65)

A leendő király 1660. május 25-én szállt partra Doverben és május 29-én, a harmincadik születésnapján ért Londonba. Bár Károly és a parlament amnesztiát adott Cromwell legtöbb támogatójának, 50 személlyel azonban kivételt tettek. Kilenc "királygyilkost" akasztással és felnégyeléssel kivégeztek, másokat életfogytig tartó börtönnel vagy hivataloktól való örökös megfosztással büntettek. Oliver Cromwell, Henry Ireton (Cromwell veje) és John Bradshaw (az I. Károlyt halálra ítélő bíró) holttesteit exhumálták és posztumusz lefejezték.
A londoni parlament évi 1,2 millió fontot (alapvetően vámokból és fogyasztási adókból) biztosított Károlynak a kormányzat működtetésére, ez azonban a gyakorlatban kevésnek bizonyult. A király tényleges jövedelme jóval kisebb volt a megítéltnél, ezért sokszor takarékoskodnia kellett az udvar kiadásaival, valamint népszerűtlen új adókat (mint pl. a tűzhelyadó) kellett kivetnie.
Károlynak a sikeres visszatérése felett érzett öröme hamarosan megkeseredett, mert még 1660-ban a feketehimlő elvitte 20 éves öccsét, Henriket és húgát, a 29 éves Máriát. Ekkoriban jelentette be Edward Hyde lordkancellár lánya, Anne, hogy titokban házasságot kötött Károly másik öccsével, Jakabbal, akitől gyereket várt. Edward Hyde – aki addig is a király kedvelt minisztere volt – megkapta a Clarendon grófja címet.

### A clarendoni törvények

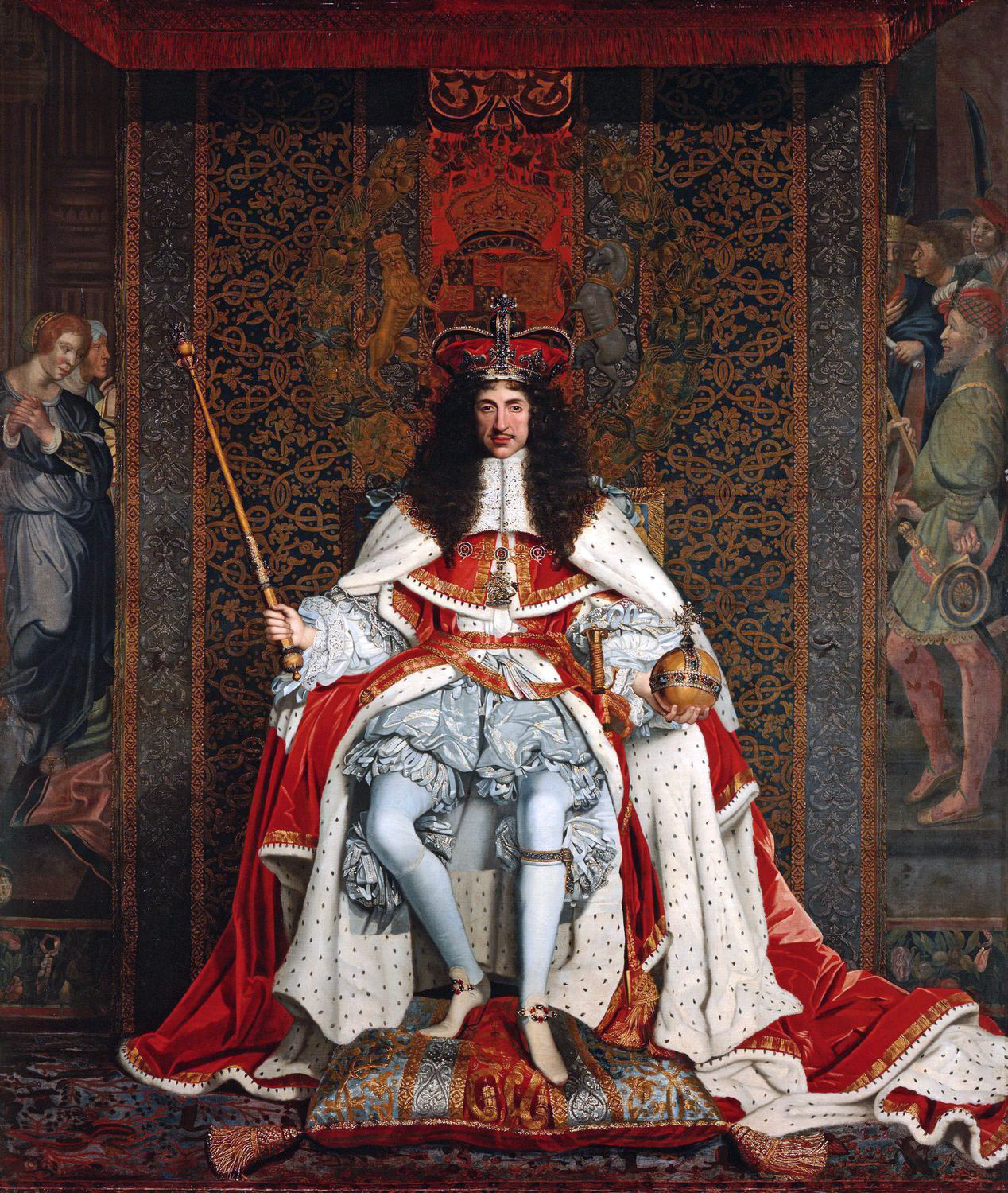
Károly koronázási portréja. A koronázásra 1661. április 23-án került sor a westminsteri apátságban

1660 decemberében feloszlatták a Konvenciós parlamentet és Károly koronázását követően (amire 1661. április 23-án került sor) megválasztották az új, Gavallér parlamentnek nevezett nemzetgyűlést, amely döntően royalista és anglikán képviselőkből állt. Törvényeivel büntette az anglikán egyház nézeteitől való eltérést (nonkonformizmust) és igyekezett megszilárdítani az egyház dominanciáját. Az 1661-es társasági törvény hűségesküt követelt a hatósági tisztviselőktől; az 1662-es egységtörvény kötelezővé tette az abban az évben kiadott imakönyv használatát; az 1664-es szektatörvény betiltott minden, öt főnél nagyobb, nem anglikán vallási gyülekezést; az 1665-ös ötmérföldes törvény megtiltotta a községekből elűzött nonkonformista lelkészeknek, hogy öt mérföldnél közelebb menjenek ahhoz a községhez. A szekta- és ötmérföldes törvények Károly teljes uralkodása alatt érvényben maradtak. A törvényeket együttesen Lord Clarendon neve után clarendoni törvényeknek emlegették, bár a lord nem mindegyikért volt felelős, sőt fel is szólalt az ötmérföldes rendelkezés ellen.
A királyság restaurációja társadalmi változásokkal is együtt járt. A puritánmozgalom elvesztette lendületét. A Cromwell idejében bezárt színházak ismét kinyitották kapuikat és népszerűvé váltak az igen trágár "restaurációs komédiák". Előírták hogy a női szerepeket ezentúl nőknek kell játszaniuk (szemben a korábbi gyakorlattal, amikor fiúszínészek játszották őket). Virágzott az ún. restaurációs irodalom, amely egyaránt magába foglalta Milton komor Elveszett paradicsom-át és a kicsapongó libertinus Lord Rochester frivol költeményeit.

### A nagy londoni pestis és tűzvész
1665-ben kitört a nagy londoni pestis. Csúcspontját szeptemberben érte el, amikor hetente hétezer áldozatot szedett. Károly és az udvara júliusban Salisburyba menekült, a parlament Oxfordban ülésezett. A tél során a járvány alábbhagyott és a király 1666 februárjában visszatért a fővárosba.
A természeti csapásoknak azonban ezzel még nem lett vége. 1666 forró és száraz nyarát követően szeptember 2-én fellobbant a nagy londoni tűzvész. Az erős szél és télire felhalmozott tüzelő miatt gyorsan terjedő tűzben 13 200 ház és 87 templom égett porig, köztük a Szent Pál-székesegyház is. Károly és Jakab maguk irányították a tűzoltási munkálatokat. A közvélemény szerint katolikus összeesküvők gyújtották fel Londont.

## Külpolitika, házasság

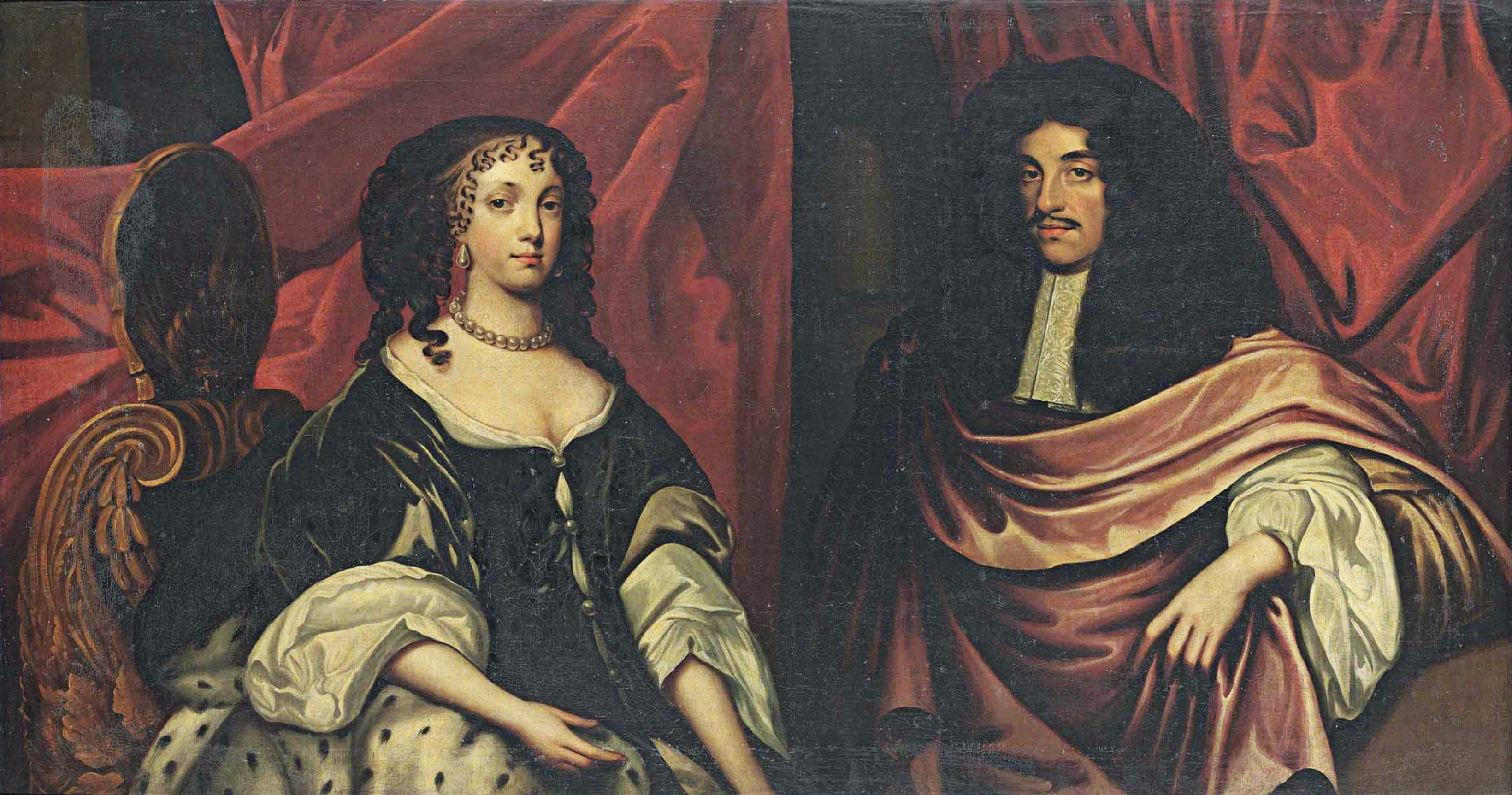
Károly és Katalin

Portugália 1640 óta vívta több évtizedes függetlenségi háborúját, hogy kiszabaduljon a Spanyolországgal való perszonáluniójából. Küzdelmében a franciák voltak segítségére, de az 1659-es pireneusi békével Párizs cserben hagyta a portugálokat. II. Károly és IV. János portugál király lánya, Bragança Katalin összeházasítására már jóval korábban, I. Károly idejében is folytak tárgyalások, de az angol polgárháború miatt ezeket elnapolták. A Stuart-ház restaurációját követően Lujza anyakirálynő régensi mivoltában újrakezdte a tárgyalásokat Londonnal, amelyek eredményeképpen szövetséget kötöttek és megállapodtak a házasságkötésről is. 1661. június 23-án aláírták a házassági szerződést; eszerint Katalin hozománya az észak-afrikai Tanger városából, az indiai Bombay hét szigetéből (ezek később nagy hatással voltak a brit gyarmatbirodalom fejlődésére), brazíliai és kelet-indiai kereskedelmi kiváltságokból és kétmillió portugál koronából (ami akkor megfelelt 300 ezer angol fontnak, ma pedig különböző becslések alapján 42 millió és 12,7 milliárd font közötti összeg lenne).}} Cserébe az angolok katonai segítséget nyújtottak a spanyolok ellen szárazon és vízen, valamint megígérték hogy Katalin szabadon gyakorolhatja katolikus vallását. Katalin 1662. május 13-14-én érkezett Portsmouthba, ahol május 20-án találkozott Károllyal. Másnap a kikötővárosban összeházasodtak; egy titkos katolikus és egy nyilvános anglikán szertartással.
Ugyanebben az évben a közvélemény felháborodása ellenére Károly 375 ezer fontért eladta Dunkerque-et unokatestvérének, XIV. Lajosnak. A stratégiai fontosságú város túl nagy terhet jelentett a király szűkös pénztárcájának, fenntartása évi 321 ezer fontba került.

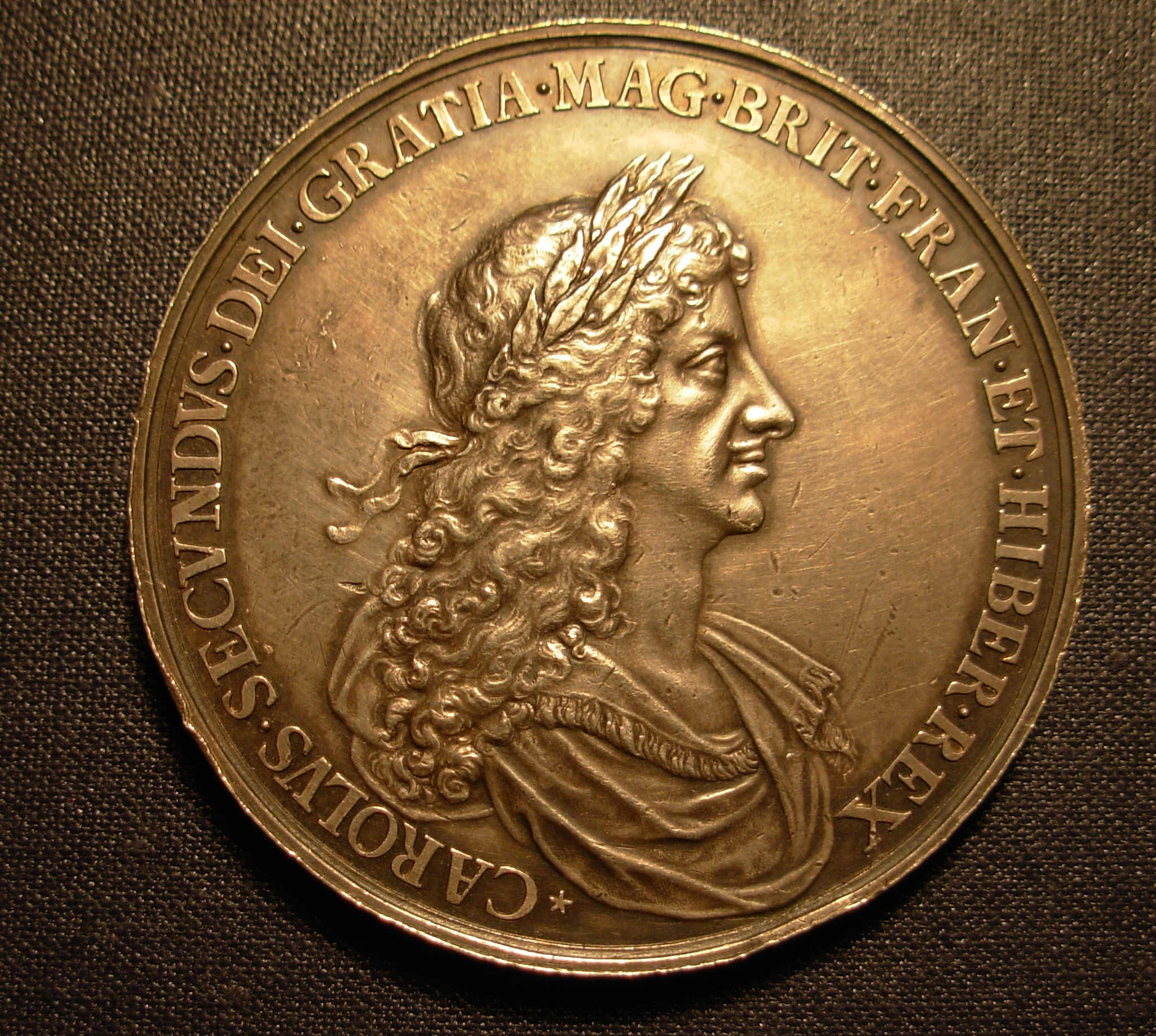
A másaodik angol-hollanf háború emlékérme Károly portréjával

Az 1650-es hajózási törvény monopóliumot biztosított az angol hajóknak az angol kikötőkben és emiatt háborút is vívtak a hollandokkal (1652–1654 között). Károly visszatérésekor a hollandok igyekeztek helyreállítani a két ország közötti jó viszonyt és 1660 novemberében 24 értékes festményt ajándékoztak a királynak. Ennek ellenére 1665-ben kitört a második holland háború, amikor az angolok megtámadták az afrikai és észak-amerikai holland gyarmatokat. A konfliktus jól indult az angolok számára, elfoglalták Új-Amszterdamot (amit Jakab yorki herceg tiszteletére New Yorknak neveztek át) és a suffolki Lowestoft közelében győzelmet arattak a holland flotta fölött. 1667 júniusában azonban a hollandok meglepetésszerűen felhajóztak a Medway folyón és az egész ott horgonyzó angol flottát elsüllyesztették (A Royal Charles zászlóshajó kivételével, amelyet trófeaként magukkal vittek. Ezt követően Bredában békét kötöttek, amely szerint Anglia megtarthatta az észak-amerikai holland gyarmatokat.
Károly a háborús kudarcért Lord Clarendont hibáztatta, akit felmentett tisztségéből, majd hazaárulással vádolt, így a főúr kénytelen volt Franciaországba menekülni. Az ország irányítását egy ötfős kormány vette át, amelyet tagjai (Clifford, Arlington, Buckingham, Ashley és Lauderdale) neveinek kezdőbetűi alapján Cabal-ként ("összeesküvés. ármány) emlegettek. A Cabal azonban ritkán volt egységes, Arlington és Buckingham frakciói gyakran összecsaptak és többnyire Arlington kerekedett felül.
1668-ban Anglia a franciákkal vívott devolúciós háború miatt szövetséget kötött korábbi ellenfelével, Hollandiával, valamint Svédországgal. XIV. Lajos békét kötött velük, de nem adta fel követeléseit Hollandiával szemben. 1670-ben az anyagi problémákkal küzdő Károly megkötötte Lajossal a titkos doveri szerződést, melyben évi 160 ezer font fejében csapatokat biztosított a franciáknak a hollandok ellen, sőt arra is ígéretet tett, hogy "amint országa boldogulása megengedi" áttér a katolikus vallásra. Lajos 6 ezer katonát ígért neki az áttérése miatt esetleg kirobbanó elégedetlenség leveréséhez. Máig vita tárgya, hogy tényleg komolyan fontolgatta-e az áttérést.
Eközben a király öt rendeletben rendkívüli kiváltságokat biztosított a Kelet-indiai Társaságnak: önállóan kormányozhatta gyarmati területeit (beleértve a törvénykezést is), pénzt verhetett, fegyveres csapatokkal és erődökkel rendelkezhetett, szövetségeket köthetett, érdekeinek megfelelően hadat üzenhetett vagy békét köthetett.  1668-ban a Társaság névleges 10 fontért cserébe megkapta Bombay szigeteit. A Katalin hozományához tartozó tengerentúli területek fenntartása túl sokba került a kincstárnak, 1684-ben kivonultak Tangerből. 1670-ben Károly a Hudson-öböl teljes vízgyűjtő területét a Hudson-öböl Társaságnak adományozta (a terület a Rupert's Land nevet kapta a király unokatestvére, Rupert herceg után, aki a társaság első kormányzója volt.

## Parlamenti konfliktusok
Bár a Gavallér parlament eredetileg királypárti volt, az 1670-es években a háborúk és a vallás miatt megromlott a viszony Károly és a nemzetgyűlés között. 1672-ben a király türelmi rendeletet hozott a katolikusok és más vallási "elhajlók" elleni büntetőintézkedések felfüggesztéséről. Még ugyanebben az évben nyíltan a katolikus franciák pártjára állt és megindította a harmadik holland háborút.
A gavallér parlament jogi alapon támadta a türelmi rendeletet, mondván az uralkodónak nincs joga önkényesen felfüggeszteni a parlament által hozott törvényeket. Károly visszakozott, sőt aláírta azt a törvényt, amely kötelezővé tette a köztisztviselőknek az anglikán rítus szerinti áldozást, később pedig azt is, hogy nyilvánosan elítéljék a katolikus misét annak "babonás és bálványimádó" szertartása miatt. A katolikus kormánytag Clifford le is mondott emiatt és hamarosan meghalt, talán öngyilkos lett.
1674-re a holland háború patthelyzetbe jutott és a parlament megtagadta a további finanszírozását, így a király kénytelen volt békét kötni. A Cabal befolyása csökkent, viszont a Clifford helyére bevett Lord Danbyé egyre nőtt, ami miatt egyre többen szembehelyezkedtek az udvarral. Sokan gyanakodtak, hogy Károly azért favorizálja a franciapárti külpolitikát, mert otthon is be akarja vezetni XIV. Lajos abszolutista (és katolikus) eszméit. Az alsóházi képviselők felszólították a "pápista és önkényeskedő" kormányt, hogy ne merészeljen az angol szabadságjogokhoz nyúlni.

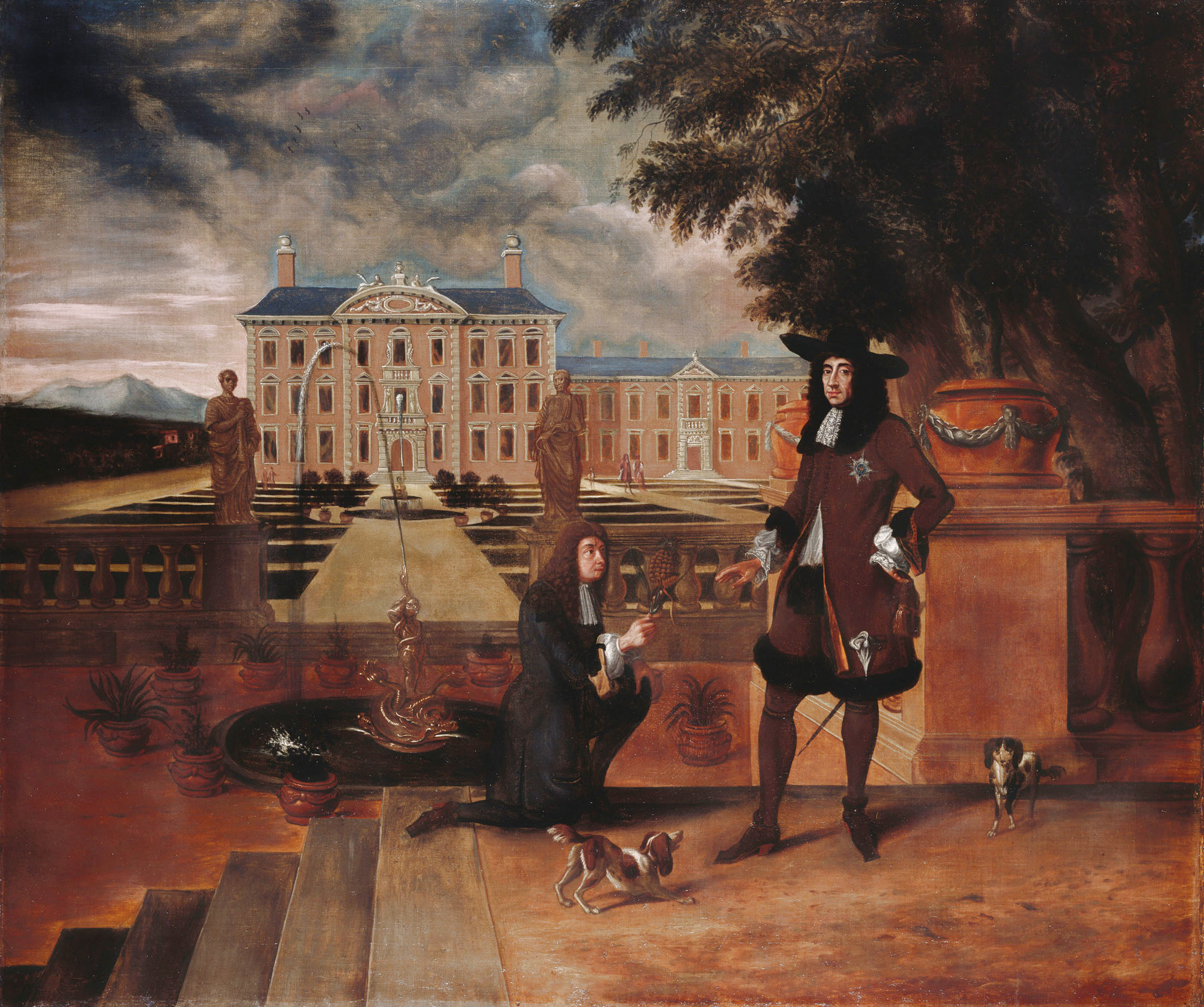
Károlynak átnyújtják az első Angliában termett ananászt (Hendrick Danckertsképe, 1675)

Károlynak továbbra sem volt örököse; Katalin királyné négy terhessége is vetéléssel vagy koraszüléssel végződött. A trón várományosának így öccse, a népszerűtlen Jakab yorki herceg számított. Hogy enyhítsék a királyi család túlzott katolikussága miatti aggodalmakat, Jakab lányát, Máriát a protestáns Orániai Vilmoshoz adták feleségül. 1678-ban Titus Oates, a meglehetősen ellentmondásos hátterű pap (szodómia miatt elbocsátották a flottától és a jezsuitákkal is voltak kapcsolatai) légből kapott bizonyítékok alapján azt állította hogy a pápisták összeesküvést szőnek a király meggyilkolására, sőt a királynét is bűnrészességgel vádolta. Károly elutasította a vádaskodást, de elrendelte, hogy Lord Danby főminiszter vizsgálja ki az ügyet. Danby szkeptikusan viszonyult Oates állításaihoz, a parlament azonban komolyan vette őket. Eluralkodott a katolikusellenes hisztéria; országszerte állítólagos összeesküvőket tartóztattak le, sokakat ártatlanul kivégeztek.
1678 végén az alsóház hazaárulás miatt vád alá helyezte Lord Danbyt, mert titkos tárgyalásokat folytatott a franciákkal. A miniszter hiába hivatkozott arra, hogy azt a király jóváhagyásával tette, a képviselők nem fogadták el a védekezését és megszavazták bűnösségét. Hogy megmentse Danbyt, Károly 1679 januárjában feloszlatta a Gavallér parlamentet.
A márciusban összeülő új parlament meglehetősen ellenségesen viszonyult Károlyhoz. Sok képviselő attól tartott hogy a háborúskodáshoz felállított csapatokkal erőszakkal akar fellépni a vallási disszenterek ellen, vagy akár bevezeti a katolicizmust. Károlynak azonban nem volt elég pénze a katonák zsoldjára és fokozatosan szélnek eresztette a csapatokat. Danby kénytelen volt lemondani főkincstárnoki tisztségéről, de a király kegyelmet adott neki minden felmerülő vád ellen. Az alsóház azonban úgy döntött, hogy a parlament feloszlatása nem szakította meg a vádemelési eljárást, így a kegyelem érvénytelen. A Lordok Háza száműzetést javasolt Danbynak, amit az alsóház túl enyhének tartott és az eljárás hosszú ideig elhúzódott. Károly szokás szerint végül meghátrált politikai ellenfeleinek akarata elől és a Towerbe záratta Danbyt, ahol az öt évet töltött.

## Károly és a természettudományok

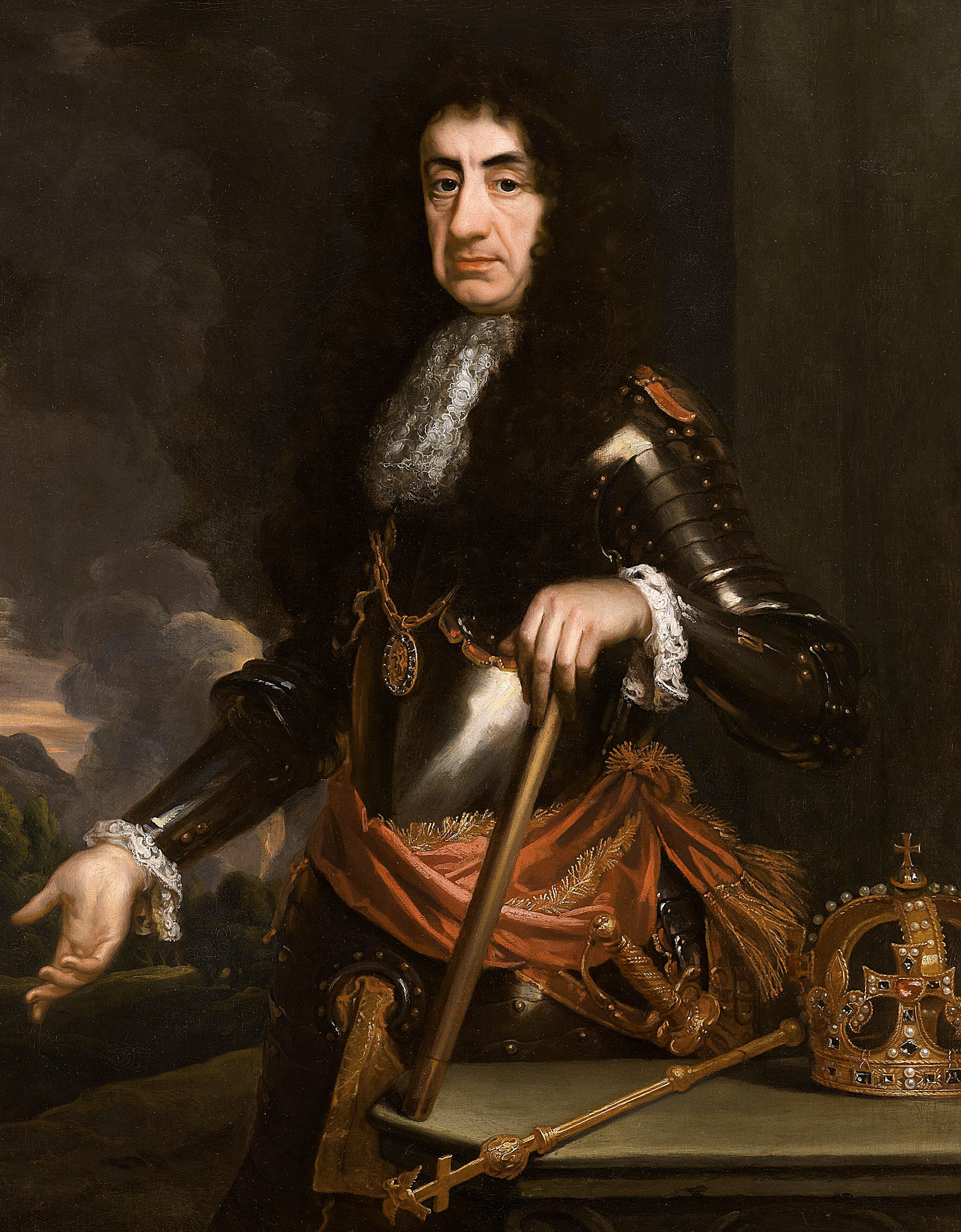
II. Károly (John Riley képe, kb.1683–1684)

Károly gyerekkorában William Cavendish newcastle-i gróf volt a királyi udvartartás vezetője, nevelője pedig Brian Duppa, az oxfordi székesegyház dékánja. Egyikük sem vélte úgy, hogy egy leendő királynak ismernie kellene a természettudományokat, sőt Cavendish azt is ellenezte hogy bármelybe tárgyba mélyebben beleássa magát. Később azonban William Harveyt, a híres sebészt (a vérkeringés felfedezőjét és I. Károly orvosát) nevezték ki nevelőjéül.
Károly franciaországi száműzetése során tanulmányozta a fizikát, kémiát és matematikát. Latin- és görögtanára John Earle püspök volt, aki Microcosmographie c. szatirikus művéről volt közismert, matematikára pedig Thomas Hobbes filozófus oktatta. Egyéb elfoglaltságai mellett a herceg segédkezett gyerekkori barátjának, Buckingham grófjának kémiai és alkímiai kísérleteiben; a gróf meg volt győződve róla, hogy közel áll a bölcsek kövének előállításához. Bár Károly részben csak időtöltésül foglalkozott a tudományokkal száműzetése alatt, mire visszatért Angliába a kor mércéjével mérve már tapasztalt vegyésznek számított, elboldogult a tengeri navigáció matematikájával és érdemleges vitát tudott folytatni a hajóépítésről olyan neves tudósokkal, mint Samuel Pepys, William Petty vagy John Evelyn.
A király a későbbiekben érdeklődéssel követte a természettudományok, az orvoslás vagy akár a botanika és kertészkedés új felfedezéseit. Amikor 1660-ban megtekintette a neves csillagász, Paul Neile távcsöveit, azonnal magának is rendelt egy hasonló teleszkópot és barátai, meghívott ismerősei társaságában vizsgálgatták a mennyek csodáit (többek között a Szaturnusz gyűrűit). A hálószobája közelében felállítatott egy kémiai laboratóriumot is.
Samuel de Sorbière francia író – utazása során – elképedt Károly természettudományi tudásának mélységén.
Trónra lépését követően Károly udvari tudósokat nevezett ki különféle vizsgálódásaihoz. Timothy Clarke, a neves anatómus boncolásokat végzett a számára; Robert Morison volt botanikus kertjének a vezetője; a vegyész és alkimista Edmund Dickinson a király laboratóriumában végezte kísérleteit; Sir Thomas Williams a király jelenlétében fejlesztette ki új gyógyszereit; Nicolas LeFevre pedig a kémia professzora és udvari gyógyszerész volt.
Nagyon érdekelték az óraszerkezetek is, a palotában mindenütt órákat állított fel, csak a hálószobájában hetet. Robert Bruce belső kamarás (később Ailesbury grófja) panaszkodott is, hogy nem tudott aludni az állandó ketyegés miatt. A Whitehall kertjében egy napóra is állt, Károly ennek alapján állította be zsebóráját. A király egy időben saját maga jegyezte fel Robert Hooke-tól kapott, legmodernebb típusú rugós órájának működését.)
1662-ben Károly királyi rendelettel adott engedélyt tudósok egy csoportjának egy fizikai és matematikai társaság létrehozásához. Ennek a Királyi Társaságnak (Royal Society) Sir Robert Moray (egyébként az udvar tagja) volt az első elnöke, aki közvetítőként működött az uralkodó és a Társaság között. Károly igen nagyra becsülte őt, engedélyezte hogy a saját laboratóriumában kísérletezhessen. A király maga soha nem vett részt a Társaság ülésein, de figyelemmel kísérte tevékenységüket, gyakran beszélgetett a tagokkal. Robert Boyle megmutatta neki az általa kifejlesztett levegőpumpát, de a király csak nevetett a levegő súlyát méricskélő fizikusokon és a jelek szerint nem igazán értette meg az akkoriban felfedezett fizikai törvények (mint a Boyle-törvény vagy a Hooke-törvény) vagy a légnyomás fogalmának jelentőségét.
A király idővel elvesztette érdeklődését a Társaság tevékenységét illetően, de továbbra is jelentős összegeket adományozott a tudományos és kereskedelmi vállalkozások számára. 1673-ban matematikai tanszéket hozott létre a Christ's Hospital iskolában, két évvel később pedig – miután tudomására jutott hogy a franciák mennyire előrehaladtak a csillagászat terén –  Greenwichben megalapította a Királyi Obszervatóriumot. Saját laboratóriumában – ahol boncolásokra is sor került – továbbra is dolgozgatott. Idős korában még több időt töltött itt, miután köszvénye miatt korlátoznia kellett napi sétáit. Néha egész délelőttjét alkímiai higanydesztillációs kísérleteinek áldozta (lehet hogy időskori betegségeit részben a mérgező higanygőz okozta).

## A kizárási válság
Súlyos problémát jelentett, hogy Károly házasságából továbbra sem született gyerek, így a trónörökös a katolikus vallású Jakab herceg maradt. Egy katolikus uralkodót a társadalom nagy része nem fogadott volna el és a lehetőségét is különösen vehemensen ellenezte Anthony Ashley Cooper, Shaftesbury grófja (az 1673-ban széthullott Cabal tagja). Shaftesbury álláspontját erősítette, hogy az alsóházban 1679-ben benyújtottak egy törvénytervezetet arról, hogy zárják ki Jakabot az örökösödésből. Az utódlásban felmerült Károly legidősebb, protestáns vallású törvénytelen gyerekének, James Scottnak a neve is. A politikai élet két táborra szakadt: a törvényjavaslatot ellenző torykra, és az azt támogató whigekre (ez volt az egyik első ügy, amelyben élesen eltért a brit politikai életet aztán évszázadokon át meghatározó két párt álláspontja).
Attól tartva hogy a törvényjavaslatot elfogadják (és felbátorodva a még mindig folyó katolikus összeesküvési perekben hozott felmentő ítéleteken), Károly 1679 közepén feloszlatta a parlamentet, abban az évben már másodszor. Néhány hónap múlva azonban ismét fel kellett oszlatnia az új parlamentet, mert az is ki akarta zárni öccsét az örökösödésből. Az ezután következő, 1681 márciusában összeülő országgyűlés néhány napon belül ugyanerre a sorsra jutott, immár negyedszer. A törvényjavaslat támogatottsága az 1680-as években azonban fokozatosan alábbhagyott, a lakosság többsége királypárti maradt. Lord Shaftesburyt 1681-ben felségárulás vádjával bíróság elé állították, és bár felmentették, később Hollandiába menekült, ahol aztán meghalt. Károly hátralevő éveiben parlament nélkül kormányzott.
A feldühödött protestánsok az ún. Rye House-összeesküvés során eltervezték Károly és Jakab meggyilkolását. Tervük szerint akkor támadtak volna rájuk, amikor a newmarketi lóversenyről visszatérnek Londonba. A király szállásán azonban tűz ütött ki, aki így hamarabb tért vissza a fővárosba, elkerülve az összeesküvőket. A terv azonban napvilágra került. A vád alá került konspirátorok közül Essex grófja öngyilkos lett a Towerben, Algernon Sidneyt és Lord Russellt kivégezték (bár nagyon gyenge bizonyítékok szóltak ellenük), a király fiát, James Scottot pedig Hollandiába száműzték. Lord Danbyt és a többi, Towerbe zárt katolikus főurat szabadon engedték, Jakab helyzete pedig biztos trónörökösként jelentősen megszilárdult az udvarban. A katolikus összeesküvést híresztelő Titus Oates bíróság elé került és rágalmazásért börtönbüntetésre ítélték.
Politikai ellenfeleinek meggyengülésével Károly helyzete érezhetően megerősödött, amit ki is használt. A whigek az abszolutista XIV. Lajoshoz hasonlították. Számos whiget bíróság elé citáltak, birtokaikat elkobozták. Károly kedve szerint cserélte le a bírókat és seriffeket és ha szükség volt rá, az esküdtszéket is úgy állíttatta össze, hogy a vádlottakat elítéljék. Az 1682-es londoni városi tanácsi választáson sok whig szavazati jogát megvonták, 1683-ban pedig felfüggesztették a választott kerületi tanácsok működését. Károly (és később Jakab) tevékenysége nagyban hozzájárult ahhoz, hogy a whigek pártolni kezdték a hatalmi ágak szétválasztásának elvét.

### Halála
1685. február 2-án az 54 éves Károly váratlanul eszméletét vesztette és négy nappal később, délelőtt 11.45-kor a Whitehall palotában meghalt. Betegségének és halálának hirtelensége miatt sokan mérgezésre gyanakodtak (köztük egyik orvosa is), a mai orvosok azonban korábbi tünetei alapján inkább úgy vélik, hogy veseelégtelenség okozta urémiában szenvedhetett. A higanydesztillációs kísérletei vesekárosodást okozhattak, bár ezt utólag lehetetlen bizonyítani. Az első eszméletvesztést követően orvosai különféle kezelésekkel próbálkoztak (érvágás, beöntés, köpölyözés) amikkel csak tovább gyengíthették a szervezetét és a dehidrálással súlyosbíthatták urémiáját.
A haldokló Károly arra kérte öccsét, hogy gondoskodjék szeretőiről: "légy jó Portsmouthhoz és ne hagyd éhezni szegény Nellyt". Udvaroncainak azt mondta: "Sajnálom uraim, hogy ilyen sokáig haldoklom." Feleségének a kezelésekre panaszkodott. Utolsó estéjén befogadták a katolikus egyházba, bár nem tudjuk, hogy ennek mennyire volt tudatában, vagy ő akarta-e az áttérést. 1685. február 14-én temették el a westminsteri apátságban "mindenféle pompa nélkül".
A trónon öccse, II. (Skóciában VII.) Jakab követte.

## Személyisége, megítélése

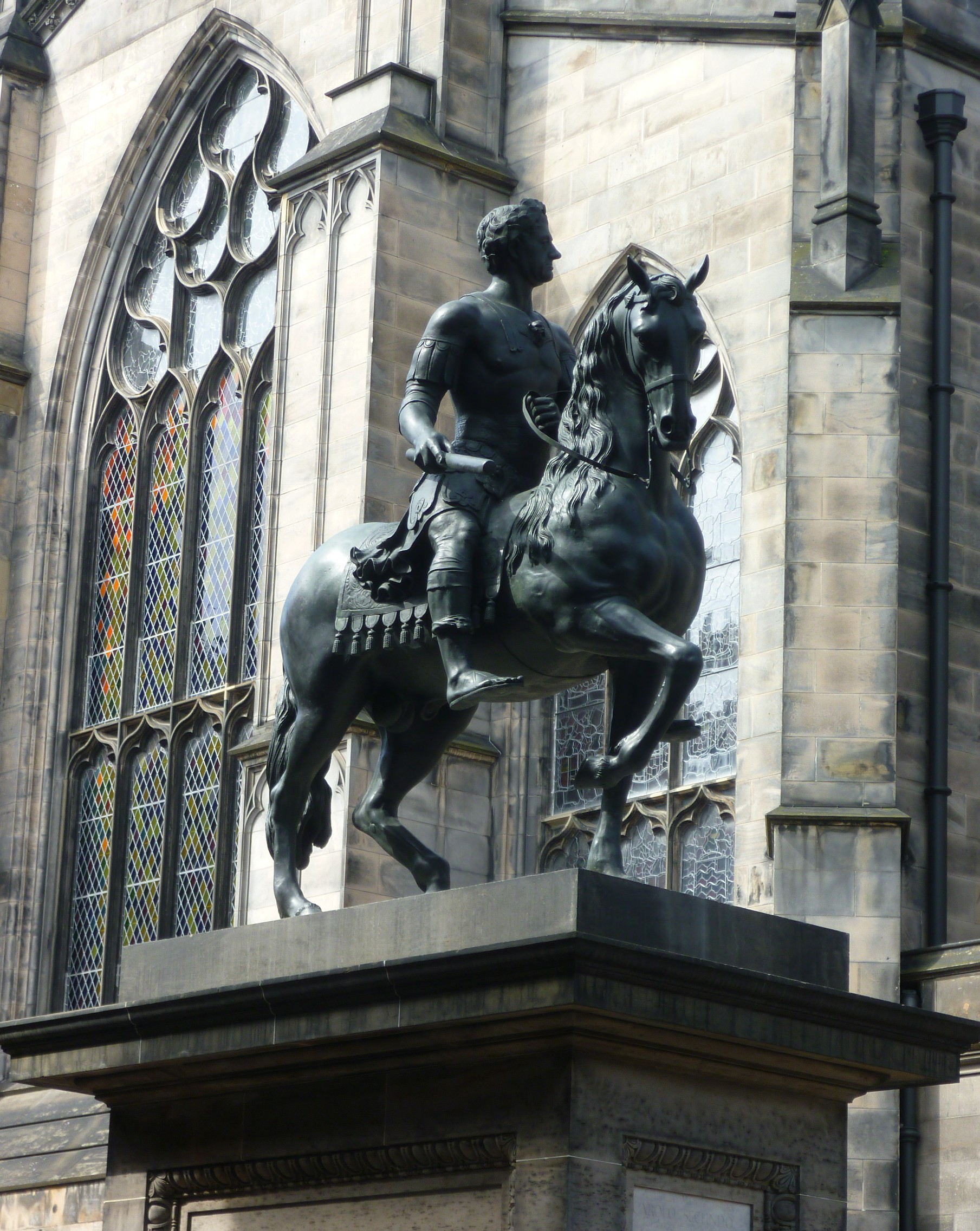
II. Károly szobra római császárként Edinburgh-ban

A vesztes worcesteri csata utáni menekülése és bujkálása mély nyomokat hagyott Károlyban, ekkori kalandjaival sokat szórakoztatta (vagy untatta) hallgatóságát. Menekülésének részleteit, viszontagságait több változatban is kiadták, különösen a restaurációt követő években. Bár nem tagadta, hogy megmenekülésében az isteni gondviselés is szerepet játszott, Károly inkább azt szerette hangsúlyozni, hogy milyen ügyesen tudta magát átlagembernek álcázni és észrevétlen maradni, míg el nem hagyta országát. Önironizálva mesélte, hogy lényének királyi fensége mennyire észrevehetetlen volt amikor köznapi ruhákat viselt.
Károlynak nem volt törvényes utóda, de maga is elismerte hogy hét szeretőjétől tucatnyi gyereke született; közülük öt Barbara Villierstől, akit Cleveland hercegnőjévé nevezett ki. Többi szeretői Moll Davis, Nell Gwyn, Elizabeth Killigrew, Catherine Pegge] Lucy Walter és Louise de Kérouaille voltak. Sokszor Old Rowley néven gúnyolták: ez volt a neve fedezőménként is jól teljesítő kedvenc versenylovának.
Aattvalói sokat morgolódtak amiatt, hogy adóikat a király szeretőire és fattyaira költik, akik közül többen hercegi és grófi címeket kaptak. Buccleuch, Richmond, Grafton és St Albans ma is létező hercegei II. Károly egyenesági leszármazottai. II. Károly az őse III. Károly mindkét feleségének, Dianának  és Camillának is. Vilmos trónörökös lesz majd II. Károly első leszármazottja, aki a brit trónra ülhet.
Legidősebb fia, Monmouth hercege fellázadt II. Jakab ellen, de 1685 júliusában a sedgemoori csatában vereséget szenvedett, elfogták és lefejezték. Három évvel később kitört a dicsőséges forradalom és Jakabot elűzték.

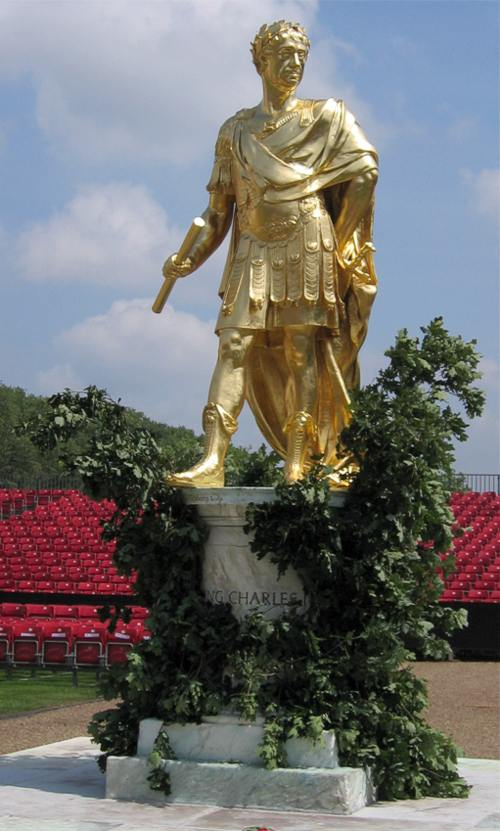
II. Károly római császárként a Royal Hospital Chelsea-ben

II. Károly megítélése ellentmondásos. A toryk jóindulatú uralkodónak, a whigek szörnyű despotának tartották. Az akadémiai történészek államférfiként nem tartják nagyra, hangsúlyozzák kétszínűségét, önimádatát, rossz ítélőképességét, a gazdasághoz vagy a kormányzáshoz való hozzá nem értését. A népszerű életrajzok szerzői kiemelik rokonszenves személyiségét, barátságosságát, világiasságát, toleranciáját, aminek eredményeképpen ő az egyik legnépszerűbb angol uralkodó a regényekben, színdarabokban és filmekben. Kortársa, John Evelyn így írt róla: számos erénnyel és számos súlyos tökéletlenséggel bíró fejedelem, kedélyes, hozzáférhető, nem véreskező vagy kegyetlen. A frivol költeményeiről ismert Lord Rochester így gúnyolta ki: Nyughatatlanul gördül szajhától szajháig/A mi botrányhős és csóró vidám királyunk.
A 19. század közepéig minden évben megünnepelték a Stuart-ház restaurációjának napját (május 29-ét, egyúttal II. Károly születésnapját). Az ún. tölgyfagubacs-napon (onnan kapta a nevét, hogy Károly a worcesteri csata után egy tölgyfán bújt el az őt üldöző parlamentiek elől) tölgyleveleket vagy gubacsokat tűztek a ruhára; aki ezt elmulasztotta, azt megdobálták tojással vagy megcsapkodták csalánnal. A szokás idővel kiment a divatból Károlyról nevezték el a dél-karolinai Charleston, valamint a Rhode Island-i South Kingstown városokat. A Galápagos-szigeteken két sziget – King Charles's Island és Charles Island – is az ő nevét viselte, de ma már Floreana- és Española-szigetként ismertek.

## Címei, kitüntetései
II. Károly hivatalos címe a következő volt: „Második Károly, Isten kegyelméből Anglia, Skócia, Franciaország és Írország királya, a Hit Védelmezője, stb.” A százéves háború óta minden angol király formálisan igényt tartott a francia koronára, de ennek gyakorlati jelentősége nem volt.

### Kitüntetések
- A Térdszalagrend lovagja, 1638. május 21.[2]

### Címere
| Wales hercegeként | Királyként (Skócián kívül) | Skót királyként |

## Családja
II. Károlynak feleségétől, Bragança Katalintól nem született élő gyermeke, de szeretőitől számos utódot hagyott hátra:.
- Lucy Waltertől (kb. 1630 – 1658):
  - James Crofts (később James Scott]] (1649–1685), 1663-tól Monmouth (Anglia) hercege. Az Anne Scott Buccleuch de jure hercegnőjével kötött házasságkötés után Károly Buccleuch hercegévé tette. Fellázadt a király ellen, aki legyőzte és lefejeztette.
  - Mary Crofts nevű lánya is, aki viszont nem Károly gyereke, mert 1649 szeptemberében szakítottak.[2]
- Elizabeth Killigrew-tól (1622–1680), Sir Robert Killigrew lánya, 1660-ban feleségül ment Francis Boyle vikomthoz
  - Charlotte Jemima Henrietta Maria FitzRoy[m 1] (1650–1684), feleségül ment James Howard színműíróhoz, megözvegyülése után pedig William Paston yarmouthi grófhoz)
- Catherine Pegge-től:
  - Charles FitzCharles[m 1][m 2] (1657–1680), becenevén Don Carlo, 1675-től Plymouth grófja
  - Catherine FitzCharles (sz. 1658), korán meghalt vagy Dunkerque-ben apáca lett)[126]
- Barbara Villiers (1641–1709), saját jogán Cleveland hercegnője[m 3], Roger Palmer, Castlemaine 1. grófja felesége, 
  - Anne Palmer (Fitzroy) (1661–1722), feleségül ment Thomas Lennard, Sussex 1. grófjához. Lehet hogy Roger Palmer lánya, de Károly elismerte sajátjáként.[127]
  - Charles Fitzroy[m 1][m 4] (1662–1730), 1675-től Southampton hercege[m 5], 1709-től Cleveland hercege[m 3]
  - Henry FitzRoy (1663–1690), 1672-től Euston grófja, 1675-től Grafton hercege
  - Charlotte Fitzroy (1664–1717), feleségül ment Edward Lee, Lichfield 1. grófjához
  - George FitzRoy (1665–1716), 1674-től Northumberland grófja, 1678-tól Northumberland hercege
  - Barbara (Benedicta) Fitzroy (1672–1737), lehet hogy John Churchillnek  Marlborough 1. hercegének, Barbara Villiers számos szeretőjének egyikének lánya,[128] Károly nem ismerte el sajátjának[129]
- Nell Gwyn-től (1650–1687)
  - Charles Beauclerk (1670–1726), 1684-től St Albans hercege
  - James Beauclerk (1671–1680)

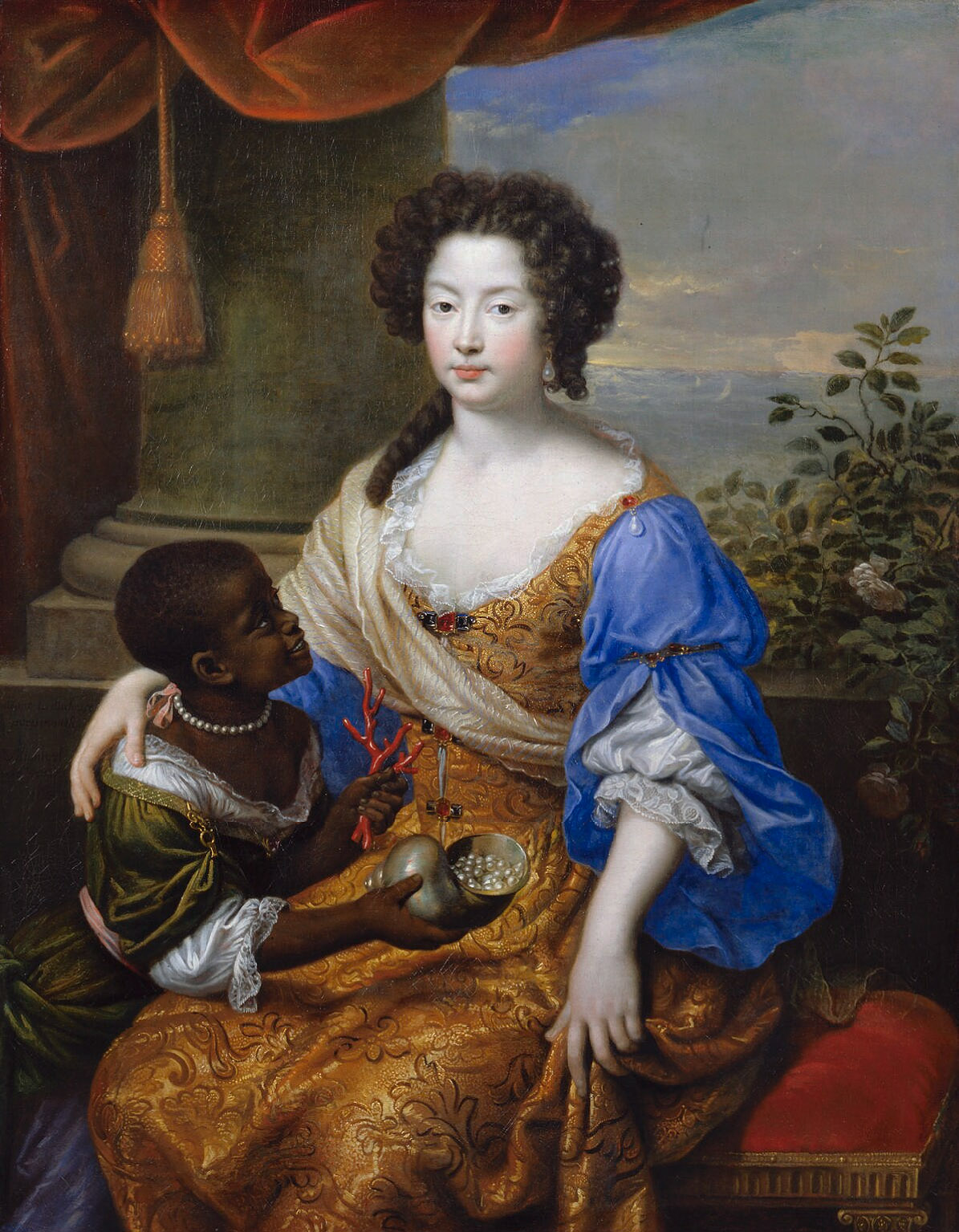
Louise de Kérouaille (Pierre Mignard képe, 1682)

- Louise de Kérouaille-től (1649–1734), 1673-tól Portsmouth hercegnője saját jogán:
  - Charles Lennox (1672–1723), 1675-től Richmond (Anglia) és Lennox (Skócia) hercege. Károly elismerte fiaként.
- Moll Davis, híres színésznő és kurtizán[131]
  - Mary Tudor (1673–1726), feleségül ment Edward Radclyffe, Derwentwater 2. grófjához, megözvegyülése után Henry Grahamhoz, majd James Rooke-hoz.

További feltételezett szeretői:
- Christabella Wyndham[132]
- Hortense Mancini, Mazarin hercegnője[133]
- Winifred Wells – feleségének egyik koszorúslánya[134]
- Jane Roberts – egy pap lánya[134]
- Mrs Knight – híres énekesnő[135]
- Elizabeth Berkeley – Charles Berkeley, Falmouth 1. grófjának özvegye[134][136]
- Elizabeth Fitzgerald, Kildare 16. grófjának a lánya[134]

Margaret de Carteret levelezéséből kiderül, hogy 1646-ban szült Károlynak egy James de la Cloche nevű fiút, de a leveleket a történészek hamisítványnak tartják.

## Dinasztikus kapcsolatai
A Stuart-ház rokoni kapcsolatai
|                         |                         |                         |                         |                           |                           |                           |                           |                           |                           |                           |                           |                           |                           | I. Jakab 1566–1625 | I. Jakab 1566–1625 | I. Jakab 1566–1625   | I. Jakab 1566–1625   | I. Jakab 1566–1625   | I. Jakab 1566–1625   |                      |                      | Dániai Anna 1574–1619 | Dániai Anna 1574–1619 | Dániai Anna 1574–1619  | Dániai Anna 1574–1619  | Dániai Anna 1574–1619  | Dániai Anna 1574–1619  |                        |                        |                       |                       |                              |                              |                              |                              |                              |                              |                     |                     |                                   |                                   |                                   |                                   |                                   |                                   |                   |                   |                     |                     |                     |                     |                                |                                |                                |                                | IV. Henrik 1553–1610           | IV. Henrik 1553–1610           | IV. Henrik 1553–1610    | IV. Henrik 1553–1610    | IV. Henrik 1553–1610    | IV. Henrik 1553–1610    |  |  | Medici Mária 1575–1642     | Medici Mária 1575–1642     | Medici Mária 1575–1642     | Medici Mária 1575–1642     | Medici Mária 1575–1642     | Medici Mária 1575–1642     |  |  |                         |                         |                         |                         |                         |                         |                       |                       |                       |                       |                      |                      |                      |                      |  |  |  |  |
|                         |                         |                         |                         |                           |                           |                           |                           |                           |                           |                           |                           |                           |                           | I. Jakab 1566–1625 | I. Jakab 1566–1625 | I. Jakab 1566–1625   | I. Jakab 1566–1625   | I. Jakab 1566–1625   | I. Jakab 1566–1625   |                      |                      | Dániai Anna 1574–1619 | Dániai Anna 1574–1619 | Dániai Anna 1574–1619  | Dániai Anna 1574–1619  | Dániai Anna 1574–1619  | Dániai Anna 1574–1619  |                        |                        |                       |                       |                              |                              |                              |                              |                              |                              |                     |                     |                                   |                                   |                                   |                                   |                                   |                                   |                   |                   |                     |                     |                     |                     |                                |                                |                                |                                | IV. Henrik 1553–1610           | IV. Henrik 1553–1610           | IV. Henrik 1553–1610    | IV. Henrik 1553–1610    | IV. Henrik 1553–1610    | IV. Henrik 1553–1610    |  |  | Medici Mária 1575–1642     | Medici Mária 1575–1642     | Medici Mária 1575–1642     | Medici Mária 1575–1642     | Medici Mária 1575–1642     | Medici Mária 1575–1642     |  |  |                         |                         |                         |                         |                         |                         |                       |                       |                       |                       |                      |                      |                      |                      |  |  |  |  |
|                         |                         |                         |                         |                           |                           |                           |                           |                           |                           |                           |                           |                           |                           |                    |                    |                      |                      |                      |                      |                      |                      |                       |                       |                        |                        |                        |                        |                        |                        |                       |                       |                              |                              |                              |                              |                              |                              |                     |                     |                                   |                                   |                                   |                                   |                                   |                                   |                   |                   |                     |                     |                     |                     |                                |                                |                                |                                |                                |                                |                         |                         |                         |                         |  |  |                            |                            |                            |                            |                            |                            |  |  |                         |                         |                         |                         |                         |                         |                       |                       |                       |                       |                      |                      |                      |                      |  |  |  |  |
|                         |                         |                         |                         |                           |                           |                           |                           |                           |                           |                           |                           |                           |                           |                    |                    |                      |                      |                      |                      |                      |                      |                       |                       |                        |                        |                        |                        |                        |                        |                       |                       |                              |                              |                              |                              |                              |                              |                     |                     |                                   |                                   |                                   |                                   |                                   |                                   |                   |                   |                     |                     |                     |                     |                                |                                |                                |                                |                                |                                |                         |                         |                         |                         |  |  |                            |                            |                            |                            |                            |                            |  |  |                         |                         |                         |                         |                         |                         |                       |                       |                       |                       |                      |                      |                      |                      |  |  |  |  |
|                         |                         |                         |                         | Stuart Erzsébet 1596–1662 | Stuart Erzsébet 1596–1662 | Stuart Erzsébet 1596–1662 | Stuart Erzsébet 1596–1662 | Stuart Erzsébet 1596–1662 | Stuart Erzsébet 1596–1662 |                           |                           |                           |                           |                    |                    |                      |                      |                      |                      |                      |                      |                       |                       |                        |                        |                        |                        |                        |                        |                       |                       | I. Károly 1600–1649          | I. Károly 1600–1649          | I. Károly 1600–1649          | I. Károly 1600–1649          | I. Károly 1600–1649          | I. Károly 1600–1649          |                     |                     | Bourbon Henrietta Mária 1609–1669 | Bourbon Henrietta Mária 1609–1669 | Bourbon Henrietta Mária 1609–1669 | Bourbon Henrietta Mária 1609–1669 | Bourbon Henrietta Mária 1609–1669 | Bourbon Henrietta Mária 1609–1669 |                   |                   |                     |                     |                     |                     |                                |                                |                                |                                |                                |                                |                         |                         |                         |                         |  |  |                            |                            |                            |                            |                            |                            |  |  |                         |                         |                         |                         | XIII. Lajos 1601–1643   | XIII. Lajos 1601–1643   | XIII. Lajos 1601–1643 | XIII. Lajos 1601–1643 | XIII. Lajos 1601–1643 | XIII. Lajos 1601–1643 |                      |                      |                      |                      |  |  |  |  |
|                         |                         |                         |                         | Stuart Erzsébet 1596–1662 | Stuart Erzsébet 1596–1662 | Stuart Erzsébet 1596–1662 | Stuart Erzsébet 1596–1662 | Stuart Erzsébet 1596–1662 | Stuart Erzsébet 1596–1662 |                           |                           |                           |                           |                    |                    |                      |                      |                      |                      |                      |                      |                       |                       |                        |                        |                        |                        |                        |                        |                       |                       | I. Károly 1600–1649          | I. Károly 1600–1649          | I. Károly 1600–1649          | I. Károly 1600–1649          | I. Károly 1600–1649          | I. Károly 1600–1649          |                     |                     | Bourbon Henrietta Mária 1609–1669 | Bourbon Henrietta Mária 1609–1669 | Bourbon Henrietta Mária 1609–1669 | Bourbon Henrietta Mária 1609–1669 | Bourbon Henrietta Mária 1609–1669 | Bourbon Henrietta Mária 1609–1669 |                   |                   |                     |                     |                     |                     |                                |                                |                                |                                |                                |                                |                         |                         |                         |                         |  |  |                            |                            |                            |                            |                            |                            |  |  |                         |                         |                         |                         | XIII. Lajos 1601–1643   | XIII. Lajos 1601–1643   | XIII. Lajos 1601–1643 | XIII. Lajos 1601–1643 | XIII. Lajos 1601–1643 | XIII. Lajos 1601–1643 |                      |                      |                      |                      |  |  |  |  |
|                         |                         |                         |                         |                           |                           |                           |                           |                           |                           |                           |                           |                           |                           |                    |                    |                      |                      |                      |                      |                      |                      |                       |                       |                        |                        |                        |                        |                        |                        |                       |                       |                              |                              |                              |                              |                              |                              |                     |                     |                                   |                                   |                                   |                                   |                                   |                                   |                   |                   |                     |                     |                     |                     |                                |                                |                                |                                |                                |                                |                         |                         |                         |                         |  |  |                            |                            |                            |                            |                            |                            |  |  |                         |                         |                         |                         |                         |                         |                       |                       |                       |                       |                      |                      |                      |                      |  |  |  |  |
|                         |                         |                         |                         |                           |                           |                           |                           |                           |                           |                           |                           |                           |                           |                    |                    |                      |                      |                      |                      |                      |                      |                       |                       |                        |                        |                        |                        |                        |                        |                       |                       |                              |                              |                              |                              |                              |                              |                     |                     |                                   |                                   |                                   |                                   |                                   |                                   |                   |                   |                     |                     |                     |                     |                                |                                |                                |                                |                                |                                |                         |                         |                         |                         |  |  |                            |                            |                            |                            |                            |                            |  |  |                         |                         |                         |                         |                         |                         |                       |                       |                       |                       |                      |                      |                      |                      |  |  |  |  |
| Pfalzi Rupert 1619–1682 | Pfalzi Rupert 1619–1682 | Pfalzi Rupert 1619–1682 | Pfalzi Rupert 1619–1682 | Pfalzi Rupert 1619–1682   | Pfalzi Rupert 1619–1682   |                           |                           | Hannoveri Mária 1630–1714 | Hannoveri Mária 1630–1714 | Hannoveri Mária 1630–1714 | Hannoveri Mária 1630–1714 | Hannoveri Mária 1630–1714 | Hannoveri Mária 1630–1714 |                    |                    | II. Károly 1630–1685 | II. Károly 1630–1685 | II. Károly 1630–1685 | II. Károly 1630–1685 | II. Károly 1630–1685 | II. Károly 1630–1685 |                       |                       | Stuart Mária 1631–1660 | Stuart Mária 1631–1660 | Stuart Mária 1631–1660 | Stuart Mária 1631–1660 | Stuart Mária 1631–1660 | Stuart Mária 1631–1660 |                       |                       | II. Orániai Vilmos 1626–1650 | II. Orániai Vilmos 1626–1650 | II. Orániai Vilmos 1626–1650 | II. Orániai Vilmos 1626–1650 | II. Orániai Vilmos 1626–1650 | II. Orániai Vilmos 1626–1650 |                     |                     | Anne Hyde 1637–1671               | Anne Hyde 1637–1671               | Anne Hyde 1637–1671               | Anne Hyde 1637–1671               | Anne Hyde 1637–1671               | Anne Hyde 1637–1671               |                   |                   | II. Jakab 1633–1701 | II. Jakab 1633–1701 | II. Jakab 1633–1701 | II. Jakab 1633–1701 | II. Jakab 1633–1701            | II. Jakab 1633–1701            |                                |                                | Modenai Mária 1658–1718        | Modenai Mária 1658–1718        | Modenai Mária 1658–1718 | Modenai Mária 1658–1718 | Modenai Mária 1658–1718 | Modenai Mária 1658–1718 |  |  | Stuart Henrietta 1644–1670 | Stuart Henrietta 1644–1670 | Stuart Henrietta 1644–1670 | Stuart Henrietta 1644–1670 | Stuart Henrietta 1644–1670 | Stuart Henrietta 1644–1670 |  |  | Bourbon Fülöp 1640–1701 | Bourbon Fülöp 1640–1701 | Bourbon Fülöp 1640–1701 | Bourbon Fülöp 1640–1701 | Bourbon Fülöp 1640–1701 | Bourbon Fülöp 1640–1701 |                       |                       | XIV. Lajos 1638–1715  | XIV. Lajos 1638–1715  | XIV. Lajos 1638–1715 | XIV. Lajos 1638–1715 | XIV. Lajos 1638–1715 | XIV. Lajos 1638–1715 |  |  |  |  |
| Pfalzi Rupert 1619–1682 | Pfalzi Rupert 1619–1682 | Pfalzi Rupert 1619–1682 | Pfalzi Rupert 1619–1682 | Pfalzi Rupert 1619–1682   | Pfalzi Rupert 1619–1682   |                           |                           | Hannoveri Mária 1630–1714 | Hannoveri Mária 1630–1714 | Hannoveri Mária 1630–1714 | Hannoveri Mária 1630–1714 | Hannoveri Mária 1630–1714 | Hannoveri Mária 1630–1714 |                    |                    | II. Károly 1630–1685 | II. Károly 1630–1685 | II. Károly 1630–1685 | II. Károly 1630–1685 | II. Károly 1630–1685 | II. Károly 1630–1685 |                       |                       | Stuart Mária 1631–1660 | Stuart Mária 1631–1660 | Stuart Mária 1631–1660 | Stuart Mária 1631–1660 | Stuart Mária 1631–1660 | Stuart Mária 1631–1660 |                       |                       | II. Orániai Vilmos 1626–1650 | II. Orániai Vilmos 1626–1650 | II. Orániai Vilmos 1626–1650 | II. Orániai Vilmos 1626–1650 | II. Orániai Vilmos 1626–1650 | II. Orániai Vilmos 1626–1650 |                     |                     | Anne Hyde 1637–1671               | Anne Hyde 1637–1671               | Anne Hyde 1637–1671               | Anne Hyde 1637–1671               | Anne Hyde 1637–1671               | Anne Hyde 1637–1671               |                   |                   | II. Jakab 1633–1701 | II. Jakab 1633–1701 | II. Jakab 1633–1701 | II. Jakab 1633–1701 | II. Jakab 1633–1701            | II. Jakab 1633–1701            |                                |                                | Modenai Mária 1658–1718        | Modenai Mária 1658–1718        | Modenai Mária 1658–1718 | Modenai Mária 1658–1718 | Modenai Mária 1658–1718 | Modenai Mária 1658–1718 |  |  | Stuart Henrietta 1644–1670 | Stuart Henrietta 1644–1670 | Stuart Henrietta 1644–1670 | Stuart Henrietta 1644–1670 | Stuart Henrietta 1644–1670 | Stuart Henrietta 1644–1670 |  |  | Bourbon Fülöp 1640–1701 | Bourbon Fülöp 1640–1701 | Bourbon Fülöp 1640–1701 | Bourbon Fülöp 1640–1701 | Bourbon Fülöp 1640–1701 | Bourbon Fülöp 1640–1701 |                       |                       | XIV. Lajos 1638–1715  | XIV. Lajos 1638–1715  | XIV. Lajos 1638–1715 | XIV. Lajos 1638–1715 | XIV. Lajos 1638–1715 | XIV. Lajos 1638–1715 |  |  |  |  |
|                         |                         |                         |                         |                           |                           |                           |                           |                           |                           |                           |                           |                           |                           |                    |                    |                      |                      |                      |                      |                      |                      |                       |                       |                        |                        |                        |                        |                        |                        |                       |                       |                              |                              |                              |                              |                              |                              |                     |                     |                                   |                                   |                                   |                                   |                                   |                                   |                   |                   |                     |                     |                     |                     |                                |                                |                                |                                |                                |                                |                         |                         |                         |                         |  |  |                            |                            |                            |                            |                            |                            |  |  |                         |                         |                         |                         |                         |                         |                       |                       |                       |                       |                      |                      |                      |                      |  |  |  |  |
|                         |                         |                         |                         |                           |                           |                           |                           |                           |                           |                           |                           |                           |                           |                    |                    |                      |                      |                      |                      |                      |                      |                       |                       |                        |                        |                        |                        |                        |                        |                       |                       |                              |                              |                              |                              |                              |                              |                     |                     |                                   |                                   |                                   |                                   |                                   |                                   |                   |                   |                     |                     |                     |                     |                                |                                |                                |                                |                                |                                |                         |                         |                         |                         |  |  |                            |                            |                            |                            |                            |                            |  |  |                         |                         |                         |                         |                         |                         |                       |                       |                       |                       |                      |                      |                      |                      |  |  |  |  |
|                         |                         |                         |                         |                           |                           |                           |                           | I. György 1660–1727       | I. György 1660–1727       | I. György 1660–1727       | I. György 1660–1727       | I. György 1660–1727       | I. György 1660–1727       |                    |                    |                      |                      |                      |                      |                      |                      |                       |                       |                        |                        |                        |                        | III. Vilmos 1650–1702  | III. Vilmos 1650–1702  | III. Vilmos 1650–1702 | III. Vilmos 1650–1702 | III. Vilmos 1650–1702        | III. Vilmos 1650–1702        |                              |                              | II. Mária 1662–1694          | II. Mária 1662–1694          | II. Mária 1662–1694 | II. Mária 1662–1694 | II. Mária 1662–1694               | II. Mária 1662–1694               |                                   |                                   | I. Anna 1665–1714                 | I. Anna 1665–1714                 | I. Anna 1665–1714 | I. Anna 1665–1714 | I. Anna 1665–1714   | I. Anna 1665–1714   |                     |                     | James Francis Edward 1688–1766 | James Francis Edward 1688–1766 | James Francis Edward 1688–1766 | James Francis Edward 1688–1766 | James Francis Edward 1688–1766 | James Francis Edward 1688–1766 |                         |                         |                         |                         |  |  | Mária Lujza 1662–1689      | Mária Lujza 1662–1689      | Mária Lujza 1662–1689      | Mária Lujza 1662–1689      | Mária Lujza 1662–1689      | Mária Lujza 1662–1689      |  |  | Anna Mária 1669–1728    | Anna Mária 1669–1728    | Anna Mária 1669–1728    | Anna Mária 1669–1728    | Anna Mária 1669–1728    | Anna Mária 1669–1728    |                       |                       |                       |                       |                      |                      |                      |                      |  |  |  |  |
|                         |                         |                         |                         |                           |                           |                           |                           | I. György 1660–1727       | I. György 1660–1727       | I. György 1660–1727       | I. György 1660–1727       | I. György 1660–1727       | I. György 1660–1727       |                    |                    |                      |                      |                      |                      |                      |                      |                       |                       |                        |                        |                        |                        | III. Vilmos 1650–1702  | III. Vilmos 1650–1702  | III. Vilmos 1650–1702 | III. Vilmos 1650–1702 | III. Vilmos 1650–1702        | III. Vilmos 1650–1702        |                              |                              | II. Mária 1662–1694          | II. Mária 1662–1694          | II. Mária 1662–1694 | II. Mária 1662–1694 | II. Mária 1662–1694               | II. Mária 1662–1694               |                                   |                                   | I. Anna 1665–1714                 | I. Anna 1665–1714                 | I. Anna 1665–1714 | I. Anna 1665–1714 | I. Anna 1665–1714   | I. Anna 1665–1714   |                     |                     | James Francis Edward 1688–1766 | James Francis Edward 1688–1766 | James Francis Edward 1688–1766 | James Francis Edward 1688–1766 | James Francis Edward 1688–1766 | James Francis Edward 1688–1766 |                         |                         |                         |                         |  |  | Mária Lujza 1662–1689      | Mária Lujza 1662–1689      | Mária Lujza 1662–1689      | Mária Lujza 1662–1689      | Mária Lujza 1662–1689      | Mária Lujza 1662–1689      |  |  | Anna Mária 1669–1728    | Anna Mária 1669–1728    | Anna Mária 1669–1728    | Anna Mária 1669–1728    | Anna Mária 1669–1728    | Anna Mária 1669–1728    |                       |                       |                       |                       |                      |                      |                      |                      |  |  |  |  |

## Fordítás
- Ez a szócikk részben vagy egészben  a   Charles II of England című angol Wikipédia-szócikk ezen változatának fordításán alapul.  Az eredeti cikk szerkesztőit annak laptörténete sorolja fel. Ez a jelzés csupán a megfogalmazás eredetét és a szerzői jogokat jelzi, nem szolgál a cikkben szereplő információk forrásmegjelöléseként.

| Előző uralkodó: – (köztársaság) | Anglia királya 1660 – 1685 Stuart-ház | Következő uralkodó: II. Jakab |

| Előző uralkodó: I. Károly | Skócia uralkodója 1649 – 1651 Stuart-ház | Következő uralkodó: – (köztársaság) |

| Előző uralkodó: – (köztársaság) | Skócia uralkodója 1660 – 1685 | Következő uralkodó: II. Jakab |

1. ↑  A dátumok a cikkben a julián naptár szerint vannak megadva.
2. ↑  Ezer font hatalmas összegnek számított, egy átlagos munkás egész életében nem keresett ennyit.[13]
3. ↑  Diana ősei között megtalálható II. Károly két törvénytelen fia is, Henry FitzRoy és Charles Lennox